# Pista di Cava
Die Pista di Cava war ein unüberdachtes Eisstadion im Valle Leventina, einem Tal im Schweizer Kanton Tessin. Es hatte ein Fassungsvermögen von 8000 Zuschauern und befand sich in der Gemeinde Quinto, auf der linken Talseite der oberen Leventina in der italienischsprachigen Schweiz. Es war von 1937 bis 1959 die Heimspielstätte des Eishockeyclubs HC Ambrì-Piotta. Danach wechselte der Club in die Pista la Valascia.